# Amblyprora subalba
Amblyprora subalba là một loài bướm đêm trong họ Noctuidae.